# Maria Tudor (opera)
Maria Tudor è un'opera seria in quattro atti di Antônio Carlos Gomes su libretto in italiano di Arrigo Boito e di Emilio Praga completato da Giuseppe Zanardini e Ferdinando Fontana, basato sul dramma di Victor Hugo Marie Tudor. La prima avvenne al Teatro alla Scala di Milano il 27 marzo del 1879.

## Storia dell'opera
Dopo un periodo di scarso successo, dopo Il Guarany, Gomes si riscattò con la sua opera più italiana, Salvator Rosa (Genova, 21 marzo 1874), e con Maria Tudor (Milano, 27 marzo 1879). La prima rappresentazione di quest'ultima coincise con il punto culminante di una guerra tra le case editrici musicali rivali che controllavano i due più importanti teatri di Milano, la Scala e il Teatro dal Verme. 
Un pubblico diviso su questioni extramusicali faceva presagire che l'opera, in ambedue i teatri, sarebbe andata incontro a contestazioni. 
In effetti la prima di Maria Tudor fu un fiasco, nonostante gli sforzi di un brillante cast diretto da Franco Faccio: Anna D'Angeri (Maria), Emma Turella (Giovanna), Francesco Tamagno (Fabiani), Giuseppe Kaschmann (Don Gil) e Édouard de Reszke (Gilberto).
Anche se le rappresentazioni seguenti furono salutate dal calore crescente del pubblico, la notizia della caduta dell'opera alla prima le precluse ogni possibilità di ripetere il successo che Salvator Rosa aveva goduto in tutta Italia. Anni dopo, Hariclea Darclée, la creatrice di Tosca e Iris (e di Odalea nell'ultima opera di Gomes Condor) tentò di riproporla, ma con scarso successo. In Brasile, invece, è diventata la più famosa delle opere del compositore dopo Il Guarany e Lo schiavo.

## Personaggi
| Personaggio           | Voce     | Cast della prima assoluta, 27 marzo 1879 |
| --------------------- | -------- | ---------------------------------------- |
| Maria Tudor           | soprano  | Anna D'Angeri                            |
| Conte Fabiano Fabiani | tenore   | Francesco Tamagno                        |
| Giovanna              | soprano  | Emma Turolla                             |
| Don Gil               | baritono | Giuseppe Kaschmann                       |
| Gilberto              | basso    | Édouard de Reszke                        |
| Lord Clinton          | tenore   |                                          |
| Lord Montague         | baritono |                                          |
| Un paggio             | soprano  |                                          |
| Un araldo             | basso    |                                          |

## Trama

### Atto I
Una piazza, con la città di Londra, visibile attraverso il Tamigi.
Un gruppo di nobili, tra i quali l'ambasciatore spagnolo, Don Gil de Tarragona, lamenta gli eccessi della Regina, Maria Tudor, e il suo amante, Fabiano Fabiani (La reggia tripudia nell'orgia e nel sangue). Don Gil dice loro che presto l'influenza di Fabiani sarà rimossa, ma si rifiuta di elaborare la sua dichiarazione.
Come i nobili se ne vanno, Giovanna, un'orfana che vive vicino alla piazza, entra, in attesa del suo amante, "Lionel" (Quanti raggi del ciel). Invece incontra Gilberto, un tagliapietre che l'ha cresciuta, ma i cui sentimenti verso di lei sono molto più che paterni, ora che lei è in età da marito. Egli la implora di far ritornare l'amore che le porta, ma lei lo può amare solo come un padre o un fratello. Lei torna a casa sua, lasciando Gilberto solo con le paure informi e ardore intenso (Tanto il mio cor, bell'angelo). Don Gil entra salutando Gilberto come uno che è venuto ad avvertirlo che Giovanna ha un amante, di nome Lionel, che arriverà presto. "Lionel" è in realtà Fabiano Fabiani, amante della regina che si è travestito per corteggiare una cittadina comune. Giovanna gli corre incontro. Nell'esteso duetto in cui termina il primo atto, confessa con una strana esitazione, lo prega di lasciarla, teme per la sua vita se Gilberto dovrebbe sorprenderli e, infine, superato il suo ardore incessante, lo abbraccia (Mio dolce amor, ripensa a me). Improvvisamente, don Gil e Gilberto si affrontano, ma Fabiani sfugge. Don Gil rivela a Giovanna la vera identità del suo amante, e promette a Gilberto che avrà vendetta contro il seduttore.

### Atto II
Il parco reale del castello di Windsor.
I nobili e le loro dame, vestiti per la caccia, cantano le lodi della regina, che presiede i festeggiamenti dal suo padiglione, con Fabiano seduto ai suoi piedi (Viva il re della fulgida mensa). Lord Montague, vicino a Lord Clinton, osserva che la regina sta prestando meno attenzione ai complimenti della folla che ai suggerimenti del suo amante. Fabiani ringrazia il pubblico per il suo onore alla Regina, che, scherzando momentaneamente con Clinton e Montague, scende per unirsi ai nobili. Fabiani denuncia a gran voce i cittadini comuni che chiamano la loro regina "Maria la sanguinaria"; come possono dire ciò di un viso sorridente? Maria risponde che la donna è mutevole come il mare, e ricorda a Fabiani che ha appena avuto il duca di Suffolk giustiziato. Un paggio annuncia l'intrattenimento della giornata, i cantanti da Avignone, che eseguono un madrigale (Corse Cipringa a rintracciar Cupido) ed una chanson (La Provenza - la terra dei canti). La Regina annuncia l'inizio della caccia, ma chiede a Fabiani di rimanere con lei. Dichiarano il loro amore per l'altro in un lungo duetto (Colui che non canta), nel bel mezzo di cui Maria gli ricorda che l'ambasciatore spagnolo è la sua sollecitazione a sposare il re Filippo di Spagna. Fabiani maledice il pensiero del matrimonio, come Maria lo supplica di dirle ancora una volta che la ama. Il paggio torna ad informare la Regina che Don Gil cerca un'udienza, e che è accompagnato da uno sconosciuto. Maria respinge Fabiani e viene affrontato da Don Gil e Gilberto, che le dicono della doppiezza di Fabiani. Giovanna viene portata, e lei conferma la storia, raccontando come ha scambiato la canzone di un cantante sconosciuto per onestà dell'uomo stesso (Nell'ora pia del vespro). Nel complesso che ne deriva, Maria vede nella distruzione del sogno d'amore di Giovanna la fine del proprio; Gilberto pensa solo alla vendetta, mentre Don Gil esulta nella caduta imminente di Fabiani dal potere. Maria grida vendetta. Gilberto chiede di essere il suo strumento, e Don Gil, porgendogli una spada nascosta, gli promette che al banchetto che si svolgerà la notte seguente, Gilberto avrà il suo desiderio. Con un colpo d'occhio, Maria li accantona, dando via alle sue emozioni. Maria la donna non cerca la punizione del suo amante infedele, ma Maria la regina non può tollerare un simile comportamento.

### Atto III
Scena 1: Appartamenti della Regina.
In presenza di Don Gil, Lord Montague e Clinton, Maria sta selezionando il suo ornamento per il banchetto della serata e il ballo. Fabiani entra, cercando di parlarle in privato. Si allontana, lo rimprovera per la sua sfrontatezza, in presenza degli altri ed esce, seguita dai nobili, che scherniscono Fabiani come partono. Rimasto solo, si convince che la regina si limita a essere capricciosa (Sol ch'io ti sfiori). Dopo tutto, lei lo ama alla follia e lui è al sicuro da scherni dei cortigiani. La sua compiacenza è perforata da Don Gil, che gli cita la canzone che aveva cantato a Giovanna. Fabiani risponde con feroce fiducia, ed esce dalla Gran Sala. Don Gil riconosce Gilberto da una porta segreta e gli dice di attendere il segnale che compirà la sua vendetta.
Scena 2: La grande sala del castello di Windsor.
Lord Clinton e Montague fanno pensare a Fabiani che la Regina intende crearlo un principe durante il ballo. Lord Clinton annuncia l'arrivo della regina, e nobili, cavalieri e dame cantano l'inno reale, come lei avanza, scortata da Don Gil (Dio salvi l'eccelsa regina). Volteggia al ballo, fermandosi un attimo di fronte a Fabiani per commentare il suo stato di agitazione. L'orchestra inizia una burlesca, che i nobili cercano di ballare, ma senza successo notevole. Alla sua conclusione, il paggio annuncia che il banchetto sta per iniziare. La regina ordina che gli ospiti la precedino, ricevendo quindi un inviato dal re Filippo, che dà a Don Gil una scatola di gioielli da presentare a Maria. Essa contiene un anello. A se stesso, Don Gil mormora "Se Fabiani muore, io diventerò il Principe di Ceuta" (Questo cerchietto splendido). La regina accetta l'anello, quindi ordina a Don Gil di portare Gilberto, che entra e, per ordine di Maria, trae la spada che Don Gil gli aveva dato.  Lei grida a aiuto, ma sussurra a Gilberto di restare in silenzio; egli avrà la sua vendetta. I cortigiani accorrono dalla sala da pranzo. Maria accusa Gilberto di aver tentato di assassinarla, e chiama Fabiani al suo fianco. Lei gli dice che ha preparato una sorpresa speciale per lui, nel punto in cui Giovanna viene portata dentro. La Regina accusa Fabiani allora di aver armato l'assassino. In un concertato finale (Su te, sciagurato) i cortigiani maledicono Fabiani. Egli risponde con sdegno orgoglioso, fino a che Don Gil rivela a Gilberto che la spada ha il cimiero di Fabiani su di essa. Gilberto si rivela come protettore di Giovanna. Maria esulta, mentre Gilberto e Don Gil ringraziano il destino che gli ha portato questo momento. Solo Giovanna esprime orrore a sorpresa della serata. Maria ordina Lord Clinton di condurre il boia. Al comando della Regina Don Gil chiede a Fabiani se conosce Gilberto. Il boia entra e Maria si rivolge a lui: “Siete vecchio. Avete visto passare tre regni. Voglio premiare il vostro servizio. Ecco quest'offerta, la testa giovane, che era il fascino e lo splendore che io vi do". Come Maria monta sul trono, Don Gil conduce Giovanna fuori, le guardie conducono Fabiani e Gilberto alla Torre di Londra, e il coro riprende il suo inno alla regina.

### Atto IV
La sala della giustizia nella Torre di Londra.
La regina è sola, divisa tra perdonare Fabiani per amore e permettere la sua esecuzione a causa del suo tradimento di quell'amore (Intensamente io l'amo). Si chiamano trombettieri, guardie, e Don Gil, che annuncia dal balcone che nel giro di un'ora il conte Fabiano Fabiani morirà, ma che per risparmiare il sangue di un uomo del popolo, la regina ha perdonato Gilberto. Mentre la folla urla la sua approvazione, Maria promette a Don Gil un ducato ed altre ricompense se osserverà che la testa sotto il cappuccio nero del boia è quella di Gilberto, invece che di Fabiani. Dopo che se ne va, Don Gil riflette sulle sue scelte (In poter mio tengo due teste). Se avrà giustiziato Gilberto, diventa un ricco duca inglese, se toglierà Fabiani come amante della regina, il re di Spagna lo ricompenserà con il principato di Ceuta.  Pensando alla sua idea, esce rapidamente. Maria ritorna. Sullo sfondo un coro di monaci pregano perdono per i colpevoli. Giovanna si precipita a ringraziare la Regina per perdonare Gilberto. Maria, sconvolta, cerca di sbarazzarsi di Giovanna. La processione che porta il condannato al patibolo passa. Maria rivela a Giovanna che è Gilberto che va alla morte al posto di Fabiani. Giovanna la supplica invano di negare quest'ultimo colpo al suo cuore. Maria chiede freneticamente il carceriere per fermare l'esecuzione. Qualcuno si avvicina dal corridoio. Sia Maria che Giovanna piangono freneticamente per l'identità dell'intruso. Gilberto appare; come Giovanna si getta ai suoi piedi in segno di gratitudine, la regina urla e sviene. Cala il sipario.

## Struttura dell'opera
- Preludio

### Atto I
- La reggia tripudia nell'orgia e nel sangue (coro di nobili, Don Gil)
- Quanti raggi del ciel (romanza - Giovanna)
- Buon fratello e dolce padre (Giovanna, Gilberto)
- Tanto il mio cor, bell'angelo (Gilberto)
- Non più m'attendono al lavoro (Gilberto, Don Gil)
- Se all'ora bruna (serenata - Fabiani)
- Canta sempre, canta, o bella (duetto - Giovanna, Fabiani)

### Atto II
- Viva il re della fulgida mensa (coro)
- Grazie vi rendo (Maria, Fabiani, Clinton)
- Corse Ciprigna a rintracciar Cupido (madrigale - coro)
- Grazie, prodi cantor (Maria)
- Colui che non canta (duetto - Maria, Fabiani)
- Scena, racconto e quartetto (Maria, Giovanna, Don Gil, Gilberto)
- L'odi? Vendetta avrai (Maria, Gilberto)
- Vendetta! Vendetta! (gran scena ed aria - Maria)

### Atto III
- Che ve ne par, Don Gil? (Maria, Don Gil, Gilberto, Fabiani, Clinton)
- Sol ch'io ti sfiori (Fabiani)
- Qual ape nomade (duetto - Fabiani, Don Gil)
- Viva Fabiani! Viva! (scena e baccanale)
- Dio salvi l'eccelsa regina (inno della regina)
- Ripresa del baccanale (danza burlesca)
- Questo cerchietto splendido (Maria, Don Gil)
- Finale Terzo

### Atto IV
- Oh! Mie notti d'amor (Maria)
- Scena della grida (Maria, Don Gil)
- Lugubre giocoliero (aria - Don Gil)
- Qui nell'ombra (Maria, Giovanna)

## Registrazioni
- M°Mário Perusso (direttore). Teatro Municipale di São Paulo, 17 dicembre 1977. Orchestra e Coro del Teatro Municipale di São Paulo (Brasile).
Cast: Mabel Veleris (Maria Tudor), Eduardo Álvares (Fabiano Fabiani), Adriana Cantelli (Giovanna), Fernando Teixeira (Don Gil), Wilson Carrara (Gilberto), Assadur Kiulitzian (Lord Montague), Luís Orefice (Lord Clinton), Leyla Taier (Paggio), Odnilo Romanini (Araldo)